# XIIIe concile de Tolède

Le treizième concile de Tolède s'est tenu en 683 à Tolède, capitale du royaume wisigoth, en actuelle Espagne.

## Participants
Soixante-dix-sept évêques, cinq abbés, trois dignitaires de l'Église et vingt-sept fonctionnaires palatins participent au concile.

## Déroulement
Le concile démarre le 4 novembre 683.

## Canons
Le roi Ervige demande le pardon et la réhabilitation des rebelles qui furent contre le roi Wamba en 673. Les évêques consentent à rendre aux rebelles et à leurs descendants leurs possessions et leurs fonctions. Le pardon est également étendu à toutes les personnes ayant subi le même sort depuis le roi Chinthila qui régna de 636 à 640. Le roi Ervige désire qu'aucune vendetta ne vienne entraver son règne.
Le concile condamne également les aveux forcés, ce qui nécessite une justice sans torture. Il impose aussi une peine de prison maximale.
Enfin, le Conseil réitère l'interdiction, maintes fois proclamée, de nuire à la famille royale après la mort du monarque.